# Piruapsis nigellus
Piruapsis nigellus là một loài bọ cánh cứng trong họ Cerambycidae.